# 清田儋叟
清田 儋叟（せいた たんそう、1719年（享保4年） - 1785年5月1日（天明5年3月23日））は江戸時代中期の儒学者。名は絢。字は元琰、君錦。通称は文興、文平。儋叟は号。別号に孔雀楼。

## 経歴・人物
京都の儒学者伊藤竜洲の三男として生まれ、父の本姓清田氏を称した。長兄の伊藤錦里、次兄の江村北海とともに秀才の三兄弟として知られた。青年期、明石藩儒の梁田蛻巌に詩を学んだ。1750年（寛延3年）31歳で福井藩に仕えたが、主として京都に住んだ。はじめ徂徠学を修めたが、後に朱子学に転じ越前国福井藩儒となる。1785年（天明5年）3月23日死去。67歳。
著作に「孔雀楼筆記」、「孔雀楼文集」など。